# Wuvulu-aua
Le wuvulu ou wuvulu-aua ou aua-viwulu ou viwulu-aua est une des langues des îles de l'Amirauté, parlée par un millier de locuteurs à Wuvulu, à Aua et à Durour, dans la province de Manus. Les dialectes aua et wuvulu (ou wuu) sont presque identiques,. C'est une langue SVO.